# Conseil des syndicats de Nouvelle-Zélande
Le New Zealand Council of Trade Unions (NZCTU - Conseil des syndicats de Nouvelle-Zélande) est la principale confédération syndicale de Nouvelle-Zélande. Elle fut fondée en 1987 et elle est liée au Parti travailliste néo-zélandais. Il est affilié à la Confédération syndicale internationale.